# Socjologia wiedzy
Socjologia wiedzy – dział socjologii szczegółowej analizujący związki między warunkami powstawania wiedzy (nauki) a jej treścią. 
Socjologia wiedzy bada kontekst ich występowania oraz ustala prawidłowości pojawiania się określonych typów myślenia i wiedzy, próbuje nakreślić linię wiodącą od myśli do myśliciela i jego świata społecznego. Najbardziej widoczne jest to wówczas, gdy myśl służy usankcjonowaniu konkretnej sytuacji społecznej, to znaczy, gdy ją objaśnia, usprawiedliwia i uświęca.
Również analizuje mentalność danej epoki lub warstwy społecznej, dominujące ideologie i sposoby myślenia, sytuację społeczną. Zwraca uwagę na motywy i interesy skłaniające do świadomego popierania i szerzenia danych idei. Próbuje wyjaśnić, jak dane interesy i cele grupowe przekładają się na teorie i ruchy umysłowe oraz treści naukowe.
Jednym z prekursorów socjologii wiedzy był Ludwik Fleck (polski mikrobiolog, specjalista z dziedziny bakteriologii, immunologii i hematologii). 